# Bitva na horní Baetis
Bitva na horní Baetis je souhrnné označení dvou vojenských střetnutí svedených Římany a Kartáginci v roce 211 př. n. l. Obě bitvy se konaly poblíž horního toku řeky Baetis (Guadalquivir) na jihu Iberského poloostrova.
Římští velitelé, bratři Gnaeus a Publius Scipio, se po osmi letech válčení v Ibérii rozhodli skoncovat s kartaginskou přítomností v této zemi. Rozdělili své síly na dvě části a vydali se každý zvlášť vstříc nepřátelům. Kartáginci v čele s Hasdrubalem Barkou, Magonem Barkou a Hasdrubalem Gisgonem dokázali však s pomocí místních spojenců a numidských jezdců porazit a zabít nejprve Publia a posléze také Gnaea.

## Předchozí vývoj
Římané zvítězili v roce 215 př. n. l. nad Hasdrubalem Barkou v bitvě u města Hibera (dnešní Tortosa). Tím mu zabránili v zamýšleném tažení do Itálie, kde se chtěl spojit se svým starším bratrem Hannibalem. Nezdar Kartáginců oslabil jejich nadvládu nad jižní a východní Ibérií a podnítil některé místní kmeny k odboji. V reakci na porážku vyslala kartaginská vláda do Hispánie Magona Barku, Hannibalova nejmladšího bratra. Římané, vedení bratry Scipiony, upevnili svoji pozici na severovýchodě poloostrova, sloužící jim jako základna k odrážení punských útoků. Po bitvě u Kann se však římská republika dostala do velice tíživé situace. V důsledku toho neobdrželi Scipionové zřejmě žádné posily a čelili soustavným problémům se zásobováním svých vojáků.
V dalších dvou letech se válka v Ibérii ocitla na mrtvém bodě. Mezitím se v severní Africe vzbouřil numidský král Syfax, podporovaný Scipiony. Kartáginci jeho revoltu potlačili, v čemž jim výrazně pomohl Masinissa, mladý syn Syfakova konkurenta. Masinissa se poté vydal s početným doprovodem numidských jezdců do Ibérie, aby bojoval proti Římanům. Puny na poloostrově posílil rovněž nový velitel: Hasdrubal, syna Gisgona.
Ve snaze prolomit patovou situaci překročili Scipionové v roce 212 př. n. l. řeku Hiberus (Ebro) a pronikli hluboko do jihovýchodní Ibérie. Dosáhli přitom několika vítězství a řada iberských měst přešla na jejich stranu. Vyhnali také punskou posádku ze Sagunta a vrátili ho původním obyvatelům. Podle Appiána přezimovali ve městech Castulo (poblíž dnešního Linares) a Orso na horním toku Baetis (Guadalquivir).
V roce 211 př. n. l. pokračovali Římané v ofenzívě v údolí řeky Baetis. Jejich cílem bylo úplné vytlačení Kartáginců a ukončení války v Hispánii. V cestě jim stáli tři punští velitelé. Hasdrubal Barkas se zdržoval se svými muži u nedalekého města Amtorgis. Hasdrubal Gisgo a Mago Barkas spojili své armády a nacházeli se ve vzdálenosti asi pěti denních pochodů od Římanů. Během zimy Scipionové naverbovali 20 000 keltiberských žoldnéřů, čímž zhruba zdvojnásobili své vojsko, a cítili se být dostatečně silní na to, aby se s oběma nepřátelskými armádami vypořádali odděleně. Společně postoupili k Amtorgis a na dohled od nepřátel, od nichž je dělila pouze řeka, rozbili tábor. Publius se potom s dvěma třetinami římských a italických vojáků vydal vstříc Magonovi a Hasdrubalu Gisgonovi, zatímco Gnaeus setrval na místě a se zbývající třetinou a Keltibery se chystal proti Hasdrubalu Barkovi.

## Zkáza Scipionů
Hasdrubal Barkas záhy zpozoroval, že v Gnaeově táboře se nachází relativně málo Římanů a většina protivníkova vojska sestává z Keltiberů. Prostřednictvím svých hispánských vojáků navázal kontakt s keltiberským náčelníkem a úplatkem ho přesvědčil, aby se svými lidmi opustil římský tábor. Když Keltiberové náhle zamířili do svých domovů, neměli Římané vzhledem ke svému nepatrnému počtu nejmenší naději, že by se jim podařilo je zadržet. Gnaeus pochopil, že se bez nich nemůže Kartágincům postavit ani se probít k Publiovi a vydal se na spěšný ústup. Hasdrubal Barkas vzápětí překročil řeku a těsně pronásledoval stahující se Římany.
Mezitím se dostal do potíží také Publius. Princ Masinissa s numidskými jezdci vyrazil proti jeho vojsku a neustále na něho dorážel. Dnem i nocí Numiďané pobíjeli a zajímali Římany, kteří se vzdálili od svého tábora, aby přinesli dřevo a krmivo. Podnikali rovněž příležitostné nájezdy na protivníkův tábor a udržovali zmatek v jeho řadách. Publius se navíc dozvěděl, že se blíží hispánský náčelník Indibilis, loajální spojenec Kartáginců, se 7500 bojovníky. Livius k tomu poznamenává, že římský velitel podlehl tísnivým okolnostem a navzdory své dosavadní prozíravosti se ukvapeně rozhodl Indibila napadnout. V táboře zanechal menší posádku pod velením legáta Tiberia Fonteia a v noci vyvedl muže do boje. Nastalé střetnutí probíhalo velmi zmateně, neboť žádná ze stran nedokázala vytvořit řádný bitevní šik. Římané měli sice navrch, na jejich křídlech se ale objevila Masinissova jízda a vyvolala mezi nimi paniku. Zanedlouho dorazilo na bojiště punské vojsko a vpadlo Římanům do zad. Publius objížděl bitevní linii a povzbuzoval své vojáky, když ho náhle zasáhlo kopí do boku, načež spadl mrtvý na zem. Římané se obrátili na útěk, během něhož jim všudypřítomní nepřátelé uštědřili těžší ztráty než v samotné bitvě.
Vítězní punští vojevůdci Mago a Hasdrubal Gisgo nedopřáli svým vojákům oddech a ihned spěchali k Hasdrubalu Barkovi, k němuž se záhy připojili. Gnaeus nevěděl o Publiově porážce, přesto ho příchod dalšího punského vojska neponechával na pochybách o tom, co se přihodilo. Drtivá početní převaha Kartáginců ho přiměla, aby se pokusil odpoutat od nepřátel. V noci proto Římané opustili nepozorovaně svůj tábor a získali značný náskok. Jakmile Punové druhý den zjistili, že jejich nepřátelé jsou pryč, vyslali napřed numidskou jízdu a rychlými pochody vyrazili za nimi. Numiďané dostihli Římany ještě před setměním a soustavnými útoky je donutili zastavit a bránit se. Gnaeovi nezbylo než přerušit ústup a shromáždit své muže na jakémsi nepříliš vysokém pahorku. Odsud se jim dařilo snadno odrážet Numiďany. Brzy však přitáhl předvoj hlavního punského vojska, vedeného třemi vojevůdci. Římané začali opevňovat své postavení, jenže kamenitá a tvrdá půda jim znemožnila vybudovat obvyklý obranný val. Navršili pouze improvizované opevnění, tvořené do kruhu naskládanými sedly pro soumary a vojenskými zavazadly. Tato překážka poněkud zpomalila punský nápor, nicméně útočníci ji zakrátko překonali a zmocnili se římského tábora. Hrstka obránců vzápětí podlehla několikanásobné přesile protivníka. Mnozí Římané přišli v boji o život. Někteří uprchli do okolních lesů a následně do tábora Tiberia Fonteia. Jiní hledali záchranu v okolních hispánských obcích, jejichž obyvatelé je proradně pobili nebo vydali Punům. Sám Gnaeus padl podle některých zpráv už při prvním útoku. Podle jiných se s několika vojáky ukryl v nedaleké věži, kterou Punové obklíčili a zabili každého, koho tam zastihli.

## Promarněná příležitost
Kartáginci potřeli za méně než jeden měsíc téměř celé římské vojsko v Ibérii a zabili oba jeho velitele, s nimiž se marně potýkali osm let. Po tuto dobu dokázali Scipionové překážet Punům v přísunu posil Hannibalovi v Itálii a narušovat jejich nadvládu nad Ibérií. To vše jen s vynaložením relativně malých zdrojů a lidských sil.
Pohromu Scipionů způsobila jejich přehnaná sebedůvěra a podcenění protivníka, zapříčiněné zjevnou slabostí Kartáginců v předchozím roce. Zpráva o jejich zničení musela notně povzbudit Hannibala, jenž někdy v téže době ztratil Capuu. Jeho bratrovi Hasdrubalovi se totiž naskytla skvělá příležitost, aby konečně uskutečnil dlouho očekávané tažení do Itálie. Většina dosavadních římských spojenců v Ibérii přešla po bitvě na stranu vítězů. Punové mohli tedy Římany úplně dorazit a vyhnat je z poloostrova. Nic z toho se ale nestalo. Možné vysvětlení podivuhodné liknavosti Kartáginců nabízí Polybios, podle něhož jejich „velitelé zvládli své nepřátelé, nebyli však schopni zvládnout se navzájem.“ Punští vojevůdci nespatřovali již zřejmě v Římanech hrozbu a zabředli do vzájemných sporů.
Jistý jezdec jménem Lucius Marcius shromáždil zbytky Římanů v počtu asi 8000 mužů a dovedl je po strastiplné cestě zpět na sever za řeku Hiberus. Livius sice značně zveličuje jeho úspěchy nad Kartáginci. Jisté ale je, že Římané uchovali ve své moci severovýchod Ibérie a vydrželi do příchodu nového velitele. Když se římský senát dozvěděl o katastrofě, jež postihla Scipiony, učinil rázná protiopatření a poslal do Ibérie propraetora Gaia Claudia Nerona s 12 000 pěšáky a 1100 jezdci. Navzdory utrpěné pohromě nebyli Římané vypuzeni z poloostrova a mohli připravovat nové tažení proti Kartágincům.

### Prameny
- APPIÁNOS. Zrod římského impéria: římské dějiny. Praha: Svoboda, 1986
- LIVIUS. Dějiny IV. Praha: Svoboda, 1973
- POLYBIOS. Dějiny II. Praha: Arista, Baset, Maitrea, 2008. ISBN 978-80-86410-60-9